# Аскерова, Гюльтекин Мелик кызы
Гюльтекин Мелик кызы Аскерова (азерб. Gültəkin Məlik qızı Əsgərova) — азербайджанский офицер, врач. Национальный герой Азербайджана (1993, посмертно).

## Биография
Родилась 20 ноября 1960 года в Баку. В 1978 году с отличием окончила школу № 200 Наримановского района города Баку. Поступила в Азербайджанский медицинский институт, работала в госпитале Министерства внутренних дел.

### Карьера
В 1989 году окончила институт. Работала сначала в VIII станции скорой медицинской помощи, затем врачом анестезологом-реаниматологом в Республиканской клинической урологической больнице.

### Первая карабахская война
4 апреля 1992 года добровольцем отправилась на фронт. Принимала активное участие в боях в Туршсу и Шуше, вынося с поля боя раненых и оказывая им первую медицинскую помощь. Участвовала в обороне Лачинского и Кубатлинского районов. Погибла 20 июня 1992 года, в бою в направлении азербайджанских сел Аранзамин и Нахичеваник.
У Гюльтекин осталась дочь.

## Память

Могила Гюльтекин Аскеровой на Аллее Шехидов в Баку

Указом президента Азербайджанской Республики № 31 от 20 ноября 1993 года Гюльтекин Аскеровой было присвоено звание Национального героя Азербайджана (посмертно).
Похоронена в Баку на Аллее Шехидов.
Именем Гюльтекин Аскеровой названа городская школа № 200, в которой она училась. Её имя носит одно из судов Азербайджанского каспийского морского пароходства, на котором создан её музей. В одной из больниц Наримановского района города Баку установлен её памятник.